# 게뷔르츠트라미너

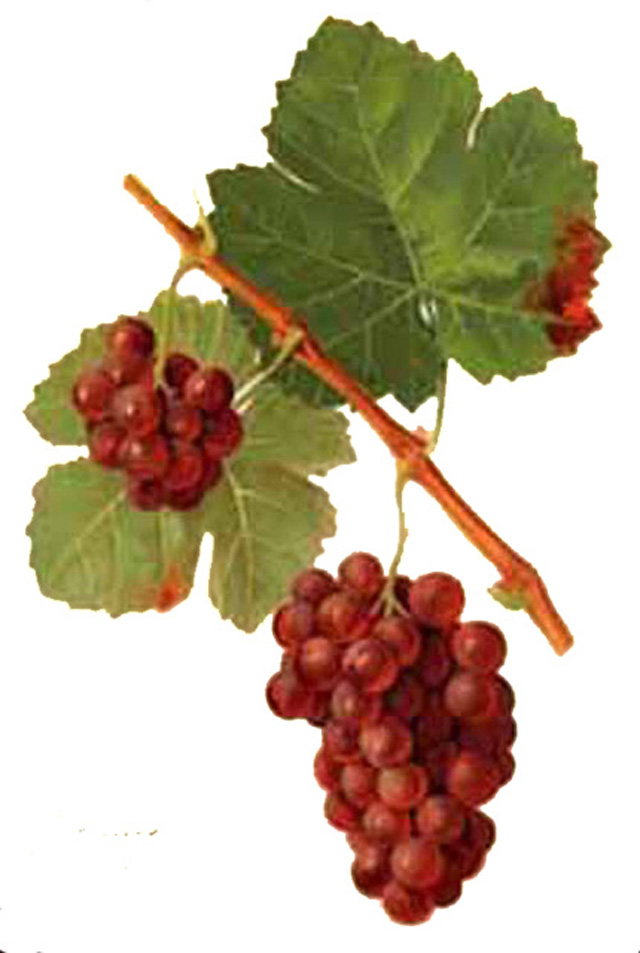

게뷔르츠트라미너(독일어: [ɡəˈvʏʁtstʁaˈmiːnɐ])는 향이 좋은 포도주용 포도 품종으로, 백포도주에 사용되며 서늘한 기후에서 가장 좋은 성능을 발휘한다. 영어와 프랑스어에서는 일반적으로 Gewurztraminer(움라우트 없이)로 표기된다. 게뷔르츠트라미너는 일반적으로 "레드 와인 포도"라고 불리는 파란색에서 검은색 피부를 가진 품종과 달리 분홍색에서 붉은색 피부색을 가진 품종으로 "화이트 와인 포도"이다. 품종은 천연 설탕 함량이 높으며 와인은 흰색이고 일반적으로 드라이치이며 화려한 리치 꽃다발이 있다. 실제로 게뷔르츠트라미너와 리치는 동일한 향 성분을 공유한다. 드라이 게뷔르츠트라미너에는 장미 향, 패션프루트 향, 꽃 향이 있을 수도 있다. 약간의 분출(유리 내부에 있는 미세한 거품)이 눈에 띄는 것은 드문 일이 아니다.
게뷔르츠트라미너의 단맛은 동남아시아 요리의 향신료를 상쇄할 수 있다.